# Les Aventuriers (festival)
Pour les articles homonymes, voir Les Aventuriers.
Les Aventuriers est un festival de musique situé à Fontenay-sous-Bois en banlieue proche de Paris. Créé en 2005 avec pour parrain l'ex batteur de Téléphone, Richard Kolinka, le festival a lieu sur une dizaine de jours au mois de décembre et se déroule dans deux salles de spectacle de Fontenay-sous-Bois : l'Espace Gérard Philipe et la Salle Jacques Brel.
Le festival Les Aventuriers propose une programmation musicale défricheuse. Si le rock demeure l’esprit, Les Aventuriers aiment mélanger les genres et les styles musicaux : pop, électro, rock, hip-hop, … Une programmation éclectique privilégiant les artistes émergents et indépendants. Au fil des ans, le festival est devenu un évènement incontournable de la scène francilienne.
Au-delà de la programmation, Les Aventuriers demeurent un festival solidaire et engagé développant la proximité avec une mixité de publics : des partenariats avec les associations et acteurs locaux, du bénévolat intergénérationnel, des actions culturelles avec les scolaires, des showcases dans les quartiers et des résidences d’artistes.
Organisé par une équipe de passionnés, voici un petit « grand » festival chaleureux et intimiste, plein de bonnes surprises, pour finir l’année en musique.
Parallèlement au festival, les Jeunes Aventuriers - Scène Ouverte Européenne sont organisés afin de découvrir et d'aider les talents émergents.

## Programmation

### Années 2000

#### 2005 - Av#1
Dates : 30 novembre au 16 décembre
Anis, Jasmine Vegas, France Cartigny, Mr Lab!, Beautés vulgaires, Le Cercle, Foreign Office, Edouard Nenez et les Princes de Bretagne
Soirée de clôture : Cali, Raphael, Daniel Darc, Jean-Louis Aubert, -M-, France Cartigny, Fabien Cahen sous l'impulsion de Richard Kolinka (voir Les Aventuriers d'un autre monde).

#### 2006 - Av#2
Dates : 9 au 19 décembre
Holden, The Dodoz, Pierre Guimard, Asyl, Fabien Cahen, Claire Diterzi, Barth, DJ Zebra, Al Fami, JLS, Véronique Pestel
Soirée de clôture : Richard Kolinka, Jean-Louis Aubert, Raphael, Daniel Darc, Alain Bashung, Cali

#### 2007 - Av#3
Dates : 8 au 22 décembre
Alex Beaupain, Bastien Lucas, Chloé Mons, Florent Marchet,, Kwal, La Blanche, Meltintone, Mom, Orcaz, Pravda, Racont'Mwa, Shaï No Shaï, The Jones, Tomislav, Van Den Love
Soirée de clôture : Brigitte Fontaine, Sanseverino, Thomas Fersen, Miossec, Jeanne Cherhal, Hubert-Félix Thiéfaine, Richard Kolinka, Pierre Sangra, Yan Péchin

#### 2008 - Av#4
Dates : 21 novembre au 3 décembre
La Bestiole, Victoria Tibblin, Poney Express, K-Lame, Rouda, FM, The Hong Kong Dong, The Duvals, Mauss, Nesles, Barcella, Karimouche
Soirée de clôture :Tiken Jah Fakoly, Joseph Dahan (Mano Negra), Adrienne Pauly, Manu (groupre Dolly), Princess Erika, Elli Medeiros, France Cartigny, Fantazio

#### 2009 - Av#5
Dates : 8 au 18 décembre
Emily Jane White, Naive New Beaters, Nina Kinert, The Ex, Eiffel, Les Wampas, Saycet, Aqme, Battant, Madensuyu, Second Sex, Solange La Frange, Les Prostitutes

### Années 2010

#### 2010 - Av#6
Dates : 7 au 17 décembre
We Have Band, Luke, The Jim Jones Revue, The Bewitched Hands, Hushpuppies, You, Lonely Drifter Karen, Mass Hysteria, Aqme, Da Brasilians, I Am Un Chien, Jessie Evans, Invasion

#### 2011 - Av#7
Dates : 6 au 16 décembre
Gable, Le Prince Miiaou, Fumuj, Yo Majesty, South Central, Mondkopf, Hands, Corleon, Mustang, Inga Liljeström, Josh T. Pearson, The Legendary Tigerman, Little Bob, The Bellrays, Eat Your Toys, The Toxic Avenger, Nasser

#### 2012 - Av#8
Dates : 11 au 21 décembre
Breton, Speech Debelle, Naive New Beaters, Krazy Baldhead, Stuck In the Sound, Frida Hyvönen, Frànçois and The Atlas Mountains, The Bewitched Hands, Isaac Delusion, We Are Enfant Terrible, Total Warr, Rover, Sydney Wayser, Jean Nipon, Success, Rafale, Hi Cowboy, Neravif-Blad'o

#### 2013 - Av#9
Dates : 10 au 20 décembre
Dum Dum Girls, Yuck, Tunng, Frankie Rose, La Femme, Poni Hoax, Juveniles, Motorama, Ebony Bones, Peter Hook & The Light, Skip&Die, Griefjoy, Dom La Nena, Bachar Mar-Khalife, The Kitchies, Empire Dust.

#### 2014 - Av#10
Dates : 09 au 19 décembre
Gang of Four, Zebda, Tuxedomoon, François and the Atlas Mountains, Moodoid, Fakear, Michel Cloup Duo, Slow Joe & The Ginger accident, Even if, Mermonte, Jawhar, Tom Vek, Medhi Zannad, jj, Thus Owls, Black Lilys.

#### 2015 - Av#11
Dates : 08 au 18 décembre
Hubert-Félix Thiéfaine, Asian dub Foundation (Sound System), Jeanne Added, Aline, Jay-Jay Johanson, Rocket from the Tombs, LoneLady, Verveine, Milan, Annika and the Forest, Marie Modiano, Chamberlain, The Rusty Bells.

#### 2016 - Av#12
Dates : Du 06 au 16 décembre
Demi Portion, Kacem Wapalek, The KVB, USé, Pégase, Fear of Men, The Geek x Vrv, La Fine Equipe, Grand Blanc, Her, Electro Deluxe, GUTS (Live Band), Dani Terreur.

#### 2017 - Av#13
Dates : Du 13 au 21 décembre
AllttA (avec 20Syl & Mr. J. Medeiros), Transglobal Underground feat. Natacha Atlas, Darius, Chill Bump, Frustration, Pumpkin & Vin'S da Cuero, Marietta, Tha Trickaz, Cannibale, Requin Chagrin, Juniore, KasbaH, Saro, Ellie James (ciné-concert : "Lumières!"), Thomas de Pourquery (ciné-club : "Stop Making Sense"), jam session.

#### 2018 - Av#14
Dates : Du 12 au 20 décembre
Dani Terreur, L'Impératrice, Elias Dris, Delgrès, Astéréotypie, Pogo Car Crash Control, Agathe Da Rama, You Man, Joris Delacroix (DJ set), Vox Low, Zombie Zombie, Inüit, Concrete Knives, Péroké, Général Elektriks

#### 2019 - Av#15
Dates : Du 11 au 20 décembre
Richard Kolinka & Friends, Suzane, RENDEZ VOUS, Muthoni Drummer Queen, TOTORRO & Friends, Dope Saint Jude, MNNQNS, SOOM T & The Stone Monks, Djedjotronic, Irène Drésel, La Fraicheur & Leonard De Leonard, La Dame Blanche, Bryan's Magic Tears, La Chica, Normcore, Estelle Meyer
Crédit photos : Quentinprod

## Les Jeunes Aventuriers
Très impliqué dans l'émergence de nouveaux talents, le festival a mis en place une scène ouverte. Les Jeunes Aventuriers - Scène Ouverte Européenne a pour mission de donner la possibilité à des groupes ayant des ambitions professionnelles de se faire connaître. Les trois groupes finalistes sont départagés à l'issue d'un concert à l'Espace Gérard Philipe face à un jury composé de professionnels du secteur de la musique (labels, tourneurs, journalistes, programmateurs...). Le grand gagnant a la chance d'intégrer la programmation du festival.
Ont participé :
- 2009 : Galaktyk Kowboy (gagnant), Concrete Knives, Vinyl SA
- 2010 : Sonic Satellite (gagnant),
- 2011 : Eat your Toys (gagnant), Pet Trap, Andromakers
- 2012 : Hi Cowboy (gagnant), FI/SHE/S, The Magnets
- 2013 : The Kitchies[4] (gagnant), Duellum, Balinger
- 2014 : Black Lilys (gagnant), Maddalena, Mother of Two
- 2015 : The Rusty Bells (gagnant), Shoefiti, Dirty work of soul Brothers
- 2016 : Dani Terreur (gagnant), Oblique, The G
- 2017 : Kodäma (gagnant), Mélie Fraisse, Després
- 2019 : Normcore

## Valeurs
Les premières éditions du festival se clôturaient avec une soirée réunissant les plus grands noms du rock français, dont les recettes étaient reversées à des associations caritatives,.
Dans sa nouvelle formule, le Festival Les Aventuriers propose une programmation musicale défricheuse sur une dizaine de jours aux portes de l’hiver. Si le rock demeure l’esprit, les Aventuriers aiment mélanger les genres et les styles musicaux : rock, pop, electro, hip-hop, … Une programmation éclectique privilégiant les artistes émergents et indépendants. Au fil des ans, le festival est devenu un évènement incontournable de la scène francilienne. Le festival des Aventuriers est sensible aux problématiques et enjeux sociaux, citoyens. Le concept de démocratisation culturelle fait partie de l'identité du festival avec notamment des actions vers des publics scolaires, un lien fort avec le milieu associatif et une politique de prix abordable.